# 丹尼斯·罗斯
丹尼斯·罗斯（英語：Dennis Ross，1948年11月26日—），是美国的外交官、作家和民主党官僚。他曾担任前总统乔治·布什的政策规划办公室主任、比尔·克林顿的中东特别协调员，以及国务卿希拉里·克林顿的波斯湾与西南亚特别顾问等职务。由于罗斯在克林顿、布什和奥巴马历届政府内的出色表现，他对中东等地区的外交政策制定发挥着重要影响力。